# Ministerio del Interior (España)
El Ministerio del Interior (MIR) de España es el departamento de la Administración General del Estado al que le corresponde la propuesta y ejecución de la política del Gobierno de la Nación en materia de seguridad ciudadana; la promoción de las condiciones para el ejercicio de los derechos fundamentales; el mando superior y la dirección y coordinación de las Fuerzas y Cuerpos de Seguridad del Estado; las competencias que le encomienda la legislación sobre seguridad privada y extranjería; el régimen de protección internacional de refugiados, el régimen de apátridas y la protección a desplazados; la administración y régimen de las instituciones penitenciarias; la realización de las actuaciones necesarias para el desarrollo de los procesos electorales; el ejercicio de las competencias sobre protección civil, y las atribuidas en materia de tráfico, seguridad vial y movilidad sostenible.
El Ministerio, que fue creado originalmente por las Cortes de Cádiz en 1812, tiene su sede principal desde los años 1970 en el Palacio de los Condes de Casa Valencia, ubicado en el céntrico Paseo de la Castellana. Asimismo, el resto de servicios se reparten entre los edificios contiguos a este palacio, que también son propiedad del Departamento, y otras sedes repartidas por la ciudad de Madrid. Desde 2018, su titular es el magistrado Fernando Grande-Marlaska.
De acuerdo con los datos de Eurostat para el año 2023, España (todas las administraciones) gastaba al año 27 443 millones de euros en orden público y seguridad, lo que suponía un 1,8 % del PIB. Por otra parte, de acuerdo al Balance de Criminalidad del cuarto trimestre de 2024, la tasa de criminalidad convencional en España se situaba en 41 casos por cada mil habitantes, 0,3 puntos menos que en el año 2023, mientras que la de cibercriminalidad se situó en 9,6 casos por cada mil habitantes.

## Historia
El Ministerio del Interior se creó para asumir los asuntos relativos a la gobernación del Reino de España, un gran ámbito competencial que en el pasado habían asumido los Consejos de la Monarquía y que a partir del siglo XVIII acabó centralizando el Consejo de Castilla, que entre sus numeras funciones se encontraban las de asistir y colaborar con el monarca en los asuntos de gobierno del país.
Con la división gubernamental en Secretarías de Estado y del Despacho llevada a cabo por Felipe V, con carácter general fue la Primera Secretaría de Estado —cuyo titular actuaba como un primer ministro— la responsable de los asuntos relativos a la gobernación del Reino, aunque dependiendo de la confianza que el rey tuviera en sus ministros, otros ramos podían acabar acaparando estos asuntos. Así, en diferentes épocas fueron también los titulares de otras Secretarías los que asumieron el gobierno interior, o incluso el Consejo de Castilla, durante la presidencia del conde de Aranda, recuperó gran protagonismo en este ámbito.
Sin embargo, la Guerra de Independencia introdujo en España, por influencia francesa, el concepto de gobierno interior como entidad propia, lo que derivaría en la creación de un nuevo ministerio.

### Origen: la Guerra de Independencia

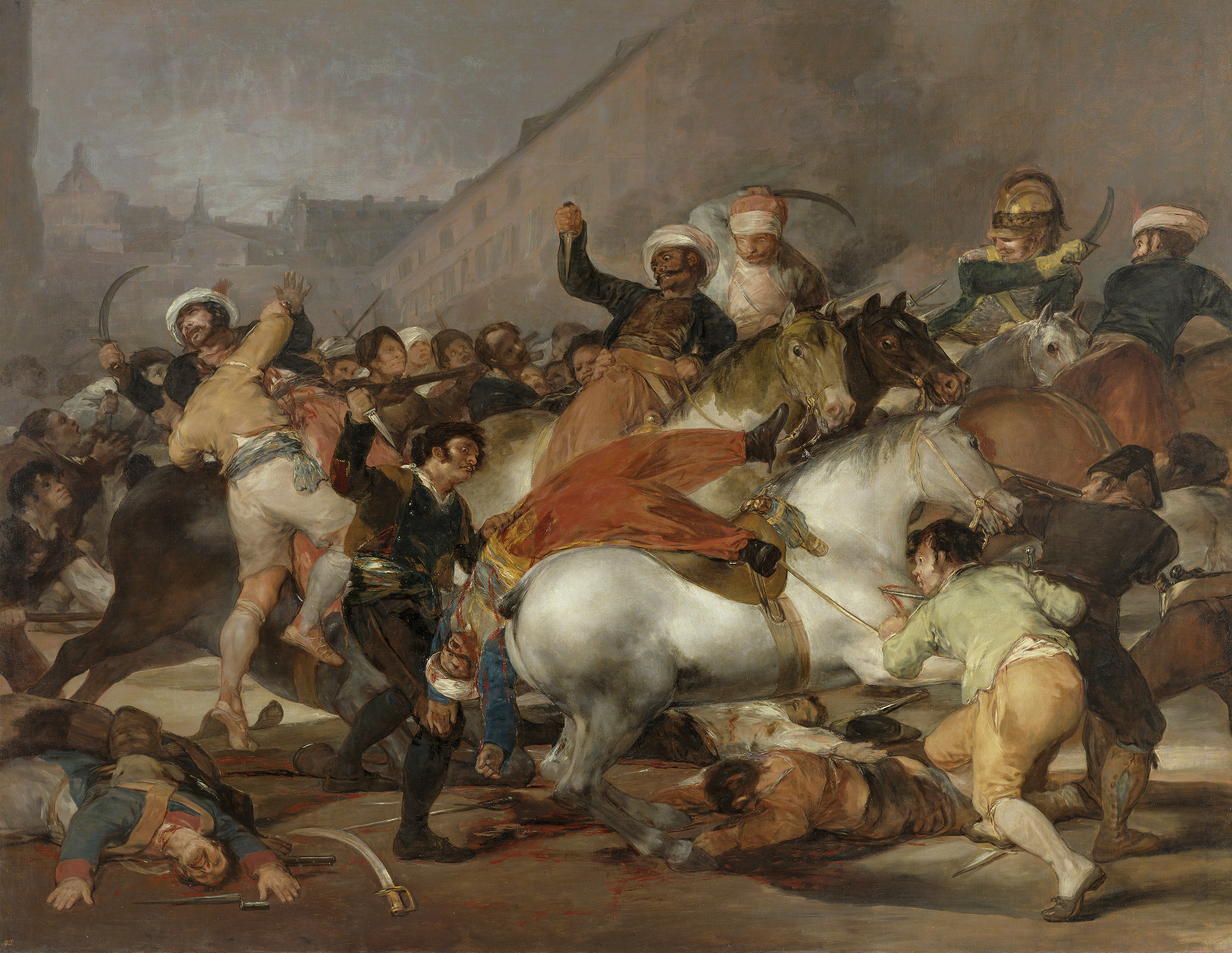
El 2 de mayo de 1808 en Madrid, de Francisco de Goya.

El levantamiento del pueblo de Madrid el 2 de mayo de 1808 extendió las Guerras napoleónicas a la península ibérica, en respuesta a la imposición por parte de Napoleón Bonaparte, de su hermano, José, en el trono español. A partir de ese momento, España quedó divida en dos bandos, cada uno con su propia legalidad. En el bando francés se aprobó el Estatuto de Bayona, una carta otorgada promulgada por José Bonaparte que adaptaba el sistema político español a semejanza del francés, y creaba en su gobierno un Ministerio del Interior y otro de Policía General. Por su parte, en el bando español, las Cortes de Cádiz aprobaron la Constitución de 1812 cuyo artículo 222 establecía una Secretaría de Estado y del Despacho de la Gobernación del Reino para la Península e Islas Adyacentes y otra de iguales características para los territorios de Ultramar, que se añadían a los departamentos prexistentes desde el reinado de Felipe V (Estado, Guerra, Gracia y Justicia, Hacienda e Indias).
En lo que a nosotros interesa, el Despacho de la Gobernación del Reino se reguló por el Decreto CXLV de 6 de abril de 1812 de las Cortes, que estableció que este departamento entendía:

«de todo lo perteneciente al gobierno político y económico del reino, como es la policía municipal de todos los pueblos sin distinción alguna, entendiéndose por ella la salubridad de los abastecimientos y mercados, limpieza y adorno de las poblaciones; en todo lo respectivo a la instrucción pública, como escuelas, colegios, universidades, academias y demás establecimientos de ciencias y bellas artes, conforme al plan y reglamento que establezcan las Cortes; lo correspondiente a caminos, canales, puentes, acequias, disecaciones de lagunas y pantanos, y toda obra pública de utilizad u ornato; en el ramo de sanidad; en todo lo que por las leyes puede tocar al Gobierno para promover y fomentar la agricultura e industria nacional en todos sus ramos, y en los establecimientos públicos de ambas. Tendrá a su cuidado las minas y canteras de todas clases que pertenezcan al Estado; la navegación y comercio del interior; los hospitales, cárceles, casas de misericordia y de beneficencia; la fijación de límites de las provincias y pueblos, y todo lo correspondiente a la estadística y economía pública; el ramo general de correos y postas en toda la Monarquía; la estampilla del rey, y del presidente de la Regencia, y la provisión de todos los empleos que sean correspondientes a los diversos ramos que comprende este Ministerio».
Cortes de Cádiz. Decreto CXLV de 6 de abril de 1812.

A pesar del gran abanico de competencias que tenía el departamento, no incluía una fundamental, la seguridad pública, que quedó integrada en la Secretaría del Despacho de Justicia. El primer ministro en ocupar esta cartera fue José García de León y Pizarro.

### Un ministerio liberal
El ambicioso y nuevo departamento no duró mucho pues, una vez ganada la guerra y repuesto en el trono Fernando VII, este anuló todo lo hecho por las Cortes de Cádiz y restauró el sistema absolutista. Esto supuso un duro golpe para los liberales, que fueron los principales promotores de las reformas administrativas de la Monarquía y quienes esperaban que, tras el apoyo brindado a la causa de Fernando, este aceptaría un cambio de régimen. Nada más lejos de la realidad; el rey reinstauró el sistema de Consejos y suprimió, entre otros órganos, las secretarías de gobernación, volviendo al momento previo a la guerra.

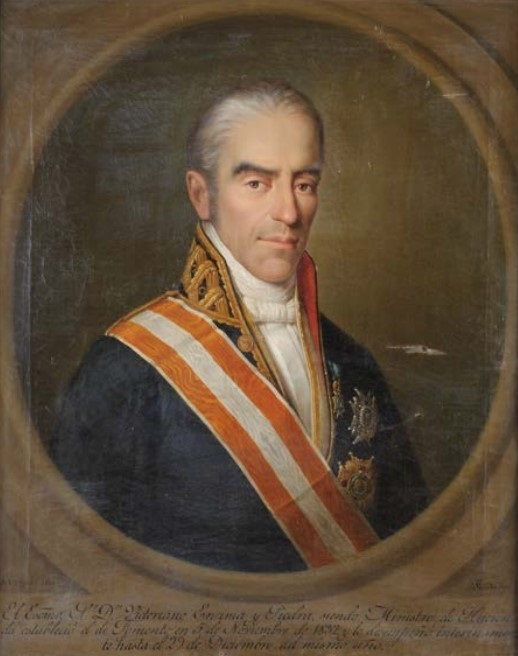
El ministro de Hacienda, Victoriano de Encima y Piedra, ocupó interinamente la cartera en 1832 y estableció la estructura del Departamento por aquel entonces.

Visto como un ministerio liberal, no hubo ni rastro de él hasta 1820, cuando los liberales se levantaron contra el rey tras el pronunciamiento de Rafael del Riego y le forzaron a reponer el régimen constitucional establecido por la Constitución de 1812, lo que incluyó recuperar un departamento exclusivo para los asuntos de la gobernación del Reino. Durante el breve periodo que duró el Trienio Liberal, se presentaron diversos proyectos para crear cuerpos policiales, tales como el de la Legión de Salvaguardias Nacionales. La inestabilidad de este periodo fue patente en la titularidad de la cartera, con numerosos ministros, y terminó con el restablecimiento del absolutismo en 1823 gracias a la ayuda que el rey recibió de los Cien Mil Hijos de San Luis.
Esto dio paso a la Década Ominosa, una oscura etapa de la historia de España llena de represión hacia los liberales. De nuevo, se eliminó todo rastro de las reformas del Trienio Liberal y, aunque se intentó reformular un ministerio de gobernación llamado Secretaría del Despacho de Interior (que agrupaba tanto los asuntos de la Península como los de Ultramar), apenas duró unos meses. Su único titular fue José Aznárez Navarro.
Los hechos más relevantes de este periodo fueron la creación en 1824 de la Policía General del Reino, antecesor directo del actual Cuerpo Nacional de Policía, la creación del Cuerpo de Carabineros en 1829 —que en 1940 se integró en la Guardia Civil— y la cuestión sucesoria, que provocó que en los últimos años de esta etapa el rey Fernando tuviera que asegurar que su hija, Isabel, llegase a reinar.
Para ello, su gobierno introdujo algunas reformas, tanto de ámbito académico como social. En lo que a la administración del Reino compete, el soberano tuvo en mente desde 1830 la creación de un Ministerio del Interior, idea que fue defendida por relevantes políticos de la época como Javier de Burgos (1826), Pedro Sáinz de Andino (1830), fiscal de la Hacienda Pública, o su propio ministro de Hacienda, Luis López Ballesteros (1830), que lo denominaba «Secretaría del Despacho del Gobierno Político». Mayor rechazo encontró entre los ministros de Justicia, tales como José Antonio Larrumbide Urquidizar (1811) o José Cafranga Costilla (1832), que llegó a dimitir al crearse, e incluso el Consejo de Estado (1830), cuyo informe acabó en un empate entre sus miembros.
Finalmente, por Real decreto de 9 de noviembre de 1832 el monarca restableció la Secretaría de Estado y del Despacho, ahora llamada «de Fomento General del Reino». La elección del nombre no fue baladí; se intentó evitar tanto el término «Interior», por su relación con la ocupación francesa, como el término «Gobernación», ligado a los liberales de Cádiz. El encargado de impulsar el departamento fue el ministro de Hacienda, Victoriano de Encima y Piedra, quien asumió de forma interina el cargo y diseñó como iba a ser este Ministerio en su nueva etapa. Tras este, Narciso Heredia es nombrado ministro titular hasta octubre de 1833, cuando Javier de Burgos, quien ya en 1826 había defendido crear el departamento, fue nombrado ministro. Este nuevo Departamento se complementó con la creación de la figura del subdelegado de Fomento en las provincias y la división de estas realizada por el ministro Burgos en 1833.

### De Interior a Gobernación

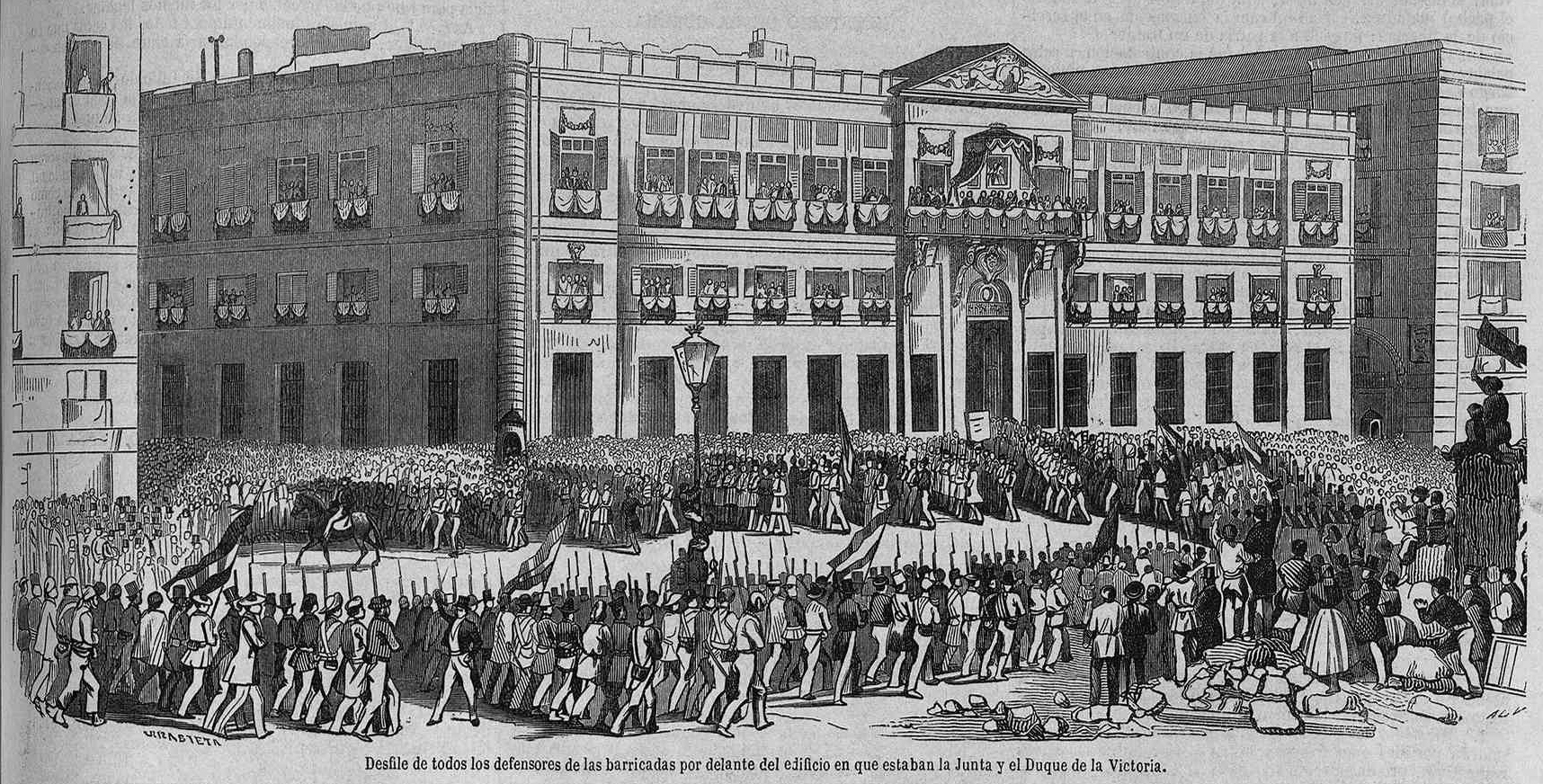
Grabado de una protesta frente al Edificio de la Gobernación en el contexto de la Revolución de 1854.

Ya reinando Isabel II, y en su nombre la Reina Gobernadora, María Cristina de Borbón-Dos Sicilias, esta no tuvo más remedio que apoyarse en los liberales para defender los derechos de su hija a reinar, y para ello promulgó una carta otorgada, el Estatuto Real que, por primera vez, regulaba un Gobierno diferenciado de la Corona —si bien encabezado por esta— y con un jefe del Ejecutivo claramente diferenciado, el presidente del Consejo de Ministros. En este nueva etapa, los liberales renombraron en mayo de 1834 el departamento, rescatando el término «Interior» y los subgobernadores de Fomento pasaron a denominarse gobernadores civiles. Unos meses más tarde, se creó la Subsecretaría del Interior con Ángel Vallejo Villalón al frente, y se reubicó el Ministerio, instalándolo en la antigua sede del Consejo de la Suprema Inquisición, en la madrileña calle de Torija.
De nuevo, a finales de 1835, se volvió a cambiar el nombre al Departamento, pasando a llamarse «de Gobernación del Reino». Esta nueva etapa como Gobernación la inició con seis secciones, dedicadas a los asuntos generales del Ministerio, la administración y servicios de ámbito local, cuerpos policiales, cárceles, educación pública, fomento de la economía, la agricultura y obras públicas.
A pesar de las numerosas reformas en el ámbito de la seguridad pública, no se encontraba una solución factible y se consideraba imperiosa la tutela del Gobierno para asegurar la libertad de los ciudadanos; así lo afirmaba un decreto de 26 de enero de 1844, «la libertad civil, expuesta de continuo a los amaños y violencias individuales, no parece subsistir con firmeza sin la tutelar vigilancia, y sin el robusto apoyo de la autoridad solícita y vigorosa del gobierno».
Unos meses después se aprobó otro decreto que creó la Guardia Civil, liderada por aquel entonces por Francisco Javier Girón, ii duque de Ahumada, con una doble dependencia de Guerra y de Gobernación.

#### Ministerio de Fomento
De lo que queda de siglo XIX, lo más relevante acaeció en 1847. Por Real Decreto de 28 de enero de 1847, se creó la Secretaría de Estado y del Despacho de Comercio, Instrucción y Obras Públicas. Este nuevo ministerio, que desde 1851 hasta nuestros días será conocido como Ministerio de Fomento, se formó del desgajamiento de las funciones del Ministerio de la Gobernación relativas a instrucción pública, beneficencia y obras públicas, así como lo relativo a comercio, que por aquel entonces tenía el Ministerio de Marina. Esta distribución competencial no llegó a producirse tal y como estableció el decreto de 28 de enero y, una semana después, se procedió a otra, que mantuvo en Gobernación las competencias relativas a beneficencia pero le retiró las correspondientes al fomento de la agricultura. Asimismo, el Ministerio de la Gobernación asumió los asuntos relativos al gobierno de los territorios de Ultramar, que hasta entonces poseía Marina.
Para finales de ese año, el Departamento atendía los ramos de gobierno interior y administración, beneficencia, prisiones y sanidad, así como lo relativo a presupuestos y contabilidad municipal y provincial. Destacaba en esta época la dependencia que tenían de este Ministerio los gobernadores civiles, a través de los cuales, durante la época del turnismo, el Departamento controlaba y manejaba las elecciones consiguiendo los resultados que más convenían. Algunos ministros, como José de Posada Herrera, lo hacían de forma tan evidente que en la época se le conocía como el "gran elector".
En 1848 se creó el Gobierno Superior de Madrid, considerada la primera Jefatura Superior de Policía de España.

#### Estabilidad en la inestabilidad

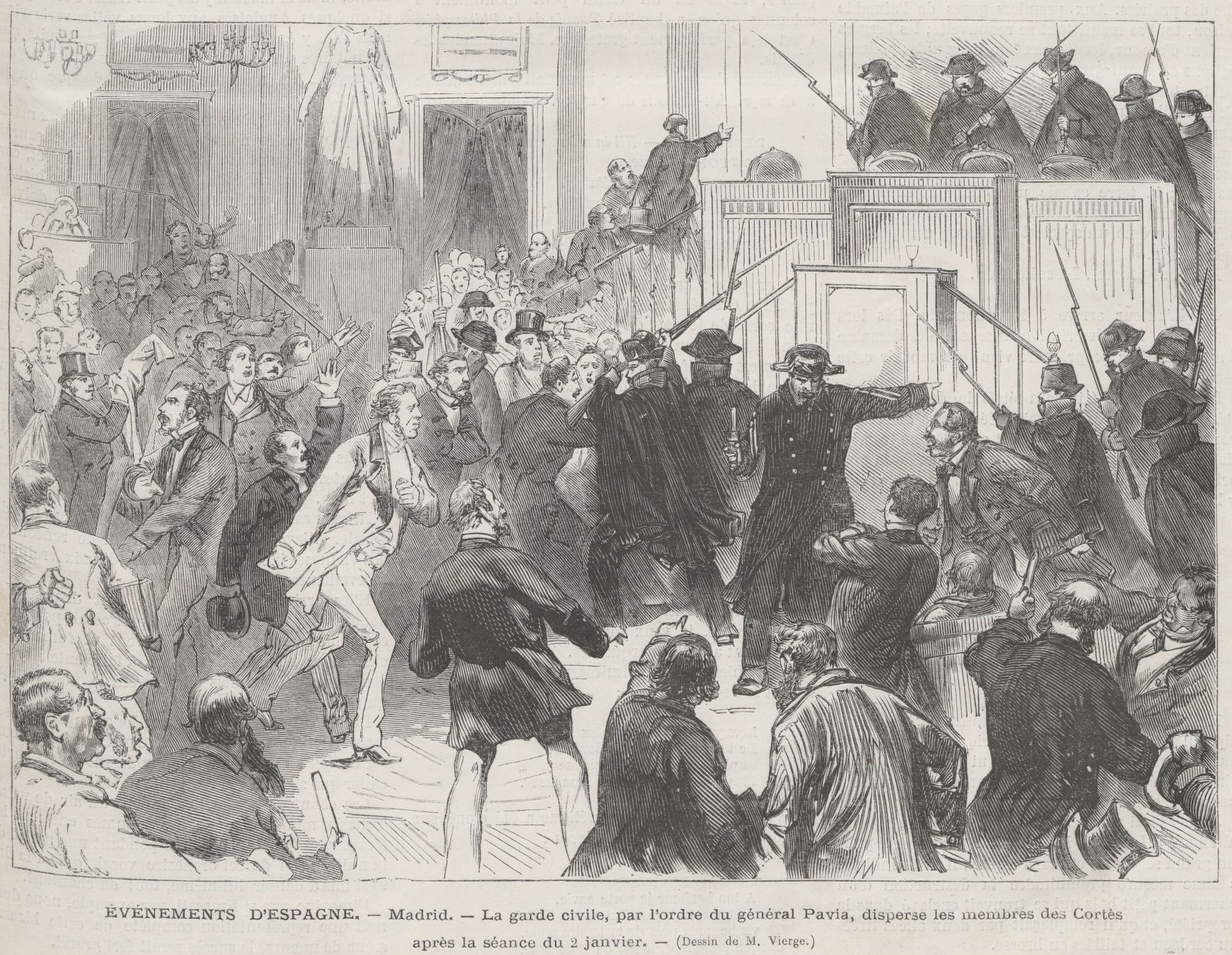
La Guardia Civil, por órdenes del general Pavía, dispersando a los miembros de las Cortes en 1874.

Durante el resto del siglo XIX el Ministerio tuvo una relativa estabilidad en cuanto a lo organizativo, si bien fue uno de los principales departamentos encargados de gestionar el malestar social que hubo durante todo el final del reinado de Isabel II y los posteriores periodos de la historia de España, tales como el Sexenio Democrático o la Primera República. Como eventos destacados, se crearon en 1868 las direcciones generales de Administración y de Política, se refundieron las direcciones generales de Correos y de Telégrafos y existió, de forma intermitente, una Dirección General de Seguridad. Asimismo, durante el Gobierno Provisional, se disolvió la Guardia Rural y sus miembros se integraron en la Guardia Civil. Tras el desastre de 1898 que supuso la pérdida de los últimos territorios españoles en América y Asia, se disolvieron las unidades de la Guardia Civil destacadas en Cuba, Puerto Rico y Filipinas, integrándose sus miembros en la plantilla nacional.

### SigloXX: Hacia el actual ministerio

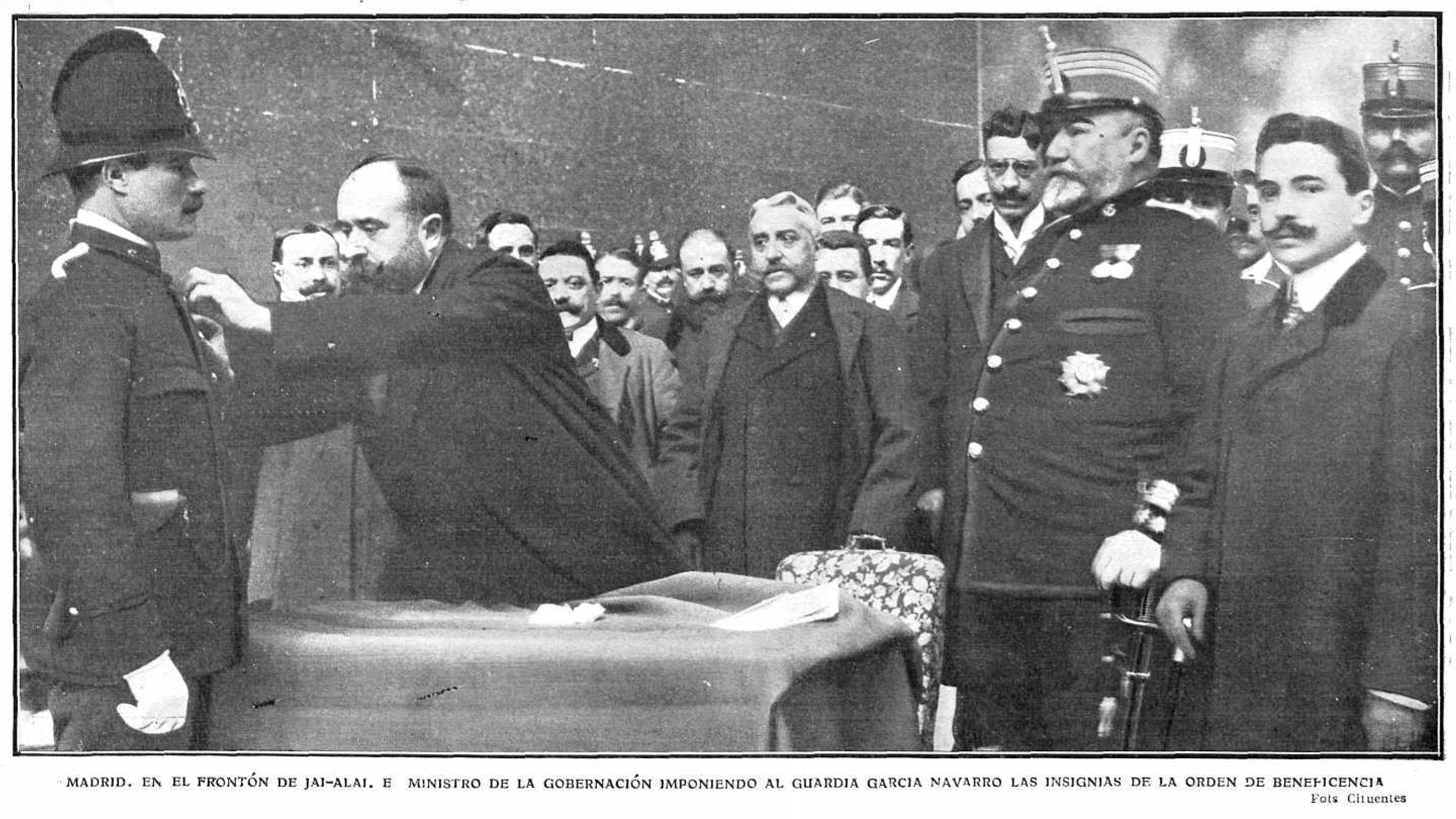
El ministro de la Gobernación, Juan de la Cierva y Peñafiel, imponiendo a un guardia civil la cruz de la Orden de la Beneficencia. 1908.

Los primeros años del siglo xx fueron años de intensas reformas de ámbito social que impulsó este departamento, como la ley de accidentes del trabajo de 1900, el real decreto que prohibía las jornadas superiores a 11 horas en junio de 1902, la creación del Instituto de Reformas Sociales y la aprobación de la ley de represión de la mendicidad de menores, ambas en 1903, la ley de protección de la infancia y la ley de descanso dominical en 1904, o la creación del Instituto Nacional de Previsión en 1908.
Las medidas sociales no dejaron de aumentar y el ámbito laboral cada vez tenía mayor peso en las políticas públicas. Debido a esto, bajo la presidencia de Eduardo Dato, en 1920 se creó el Ministerio de Trabajo, que asumió las competencias laborales que tenía Gobernación.
En 1928, durante la dictadura de Primo de Rivera, el Departamento perdió competencias sobre transporte mecánico por carretera y abastos, que pasaron a Fomento y Economía Nacional, respectivamente.
Durante la segunda república, el Ministerio de la Gobernación perdió algunas competencias más, como las relativas a correos, telégrafos y similares, que pasaron al Ministerio de Comunicaciones. Este ministerio existió en dos periodos, entre 1931 y 1932 y entre 1933 y 1939. En el periodo que estuvo disuelto, la Subsecretaría de Comunicaciones regresó con todos sus servicios al Departamento. Asimismo, en 1933 las responsabilidades sanitarias y de beneficencia se transfirieron al Ministerio de Trabajo, que se renombró como Ministerio de Trabajo, Sanidad y Previsión y esta situación se mantuvo hasta 1939 cuando, ya acabada la guerra, sus funciones volvieron al Departamento.

#### Guerra civil

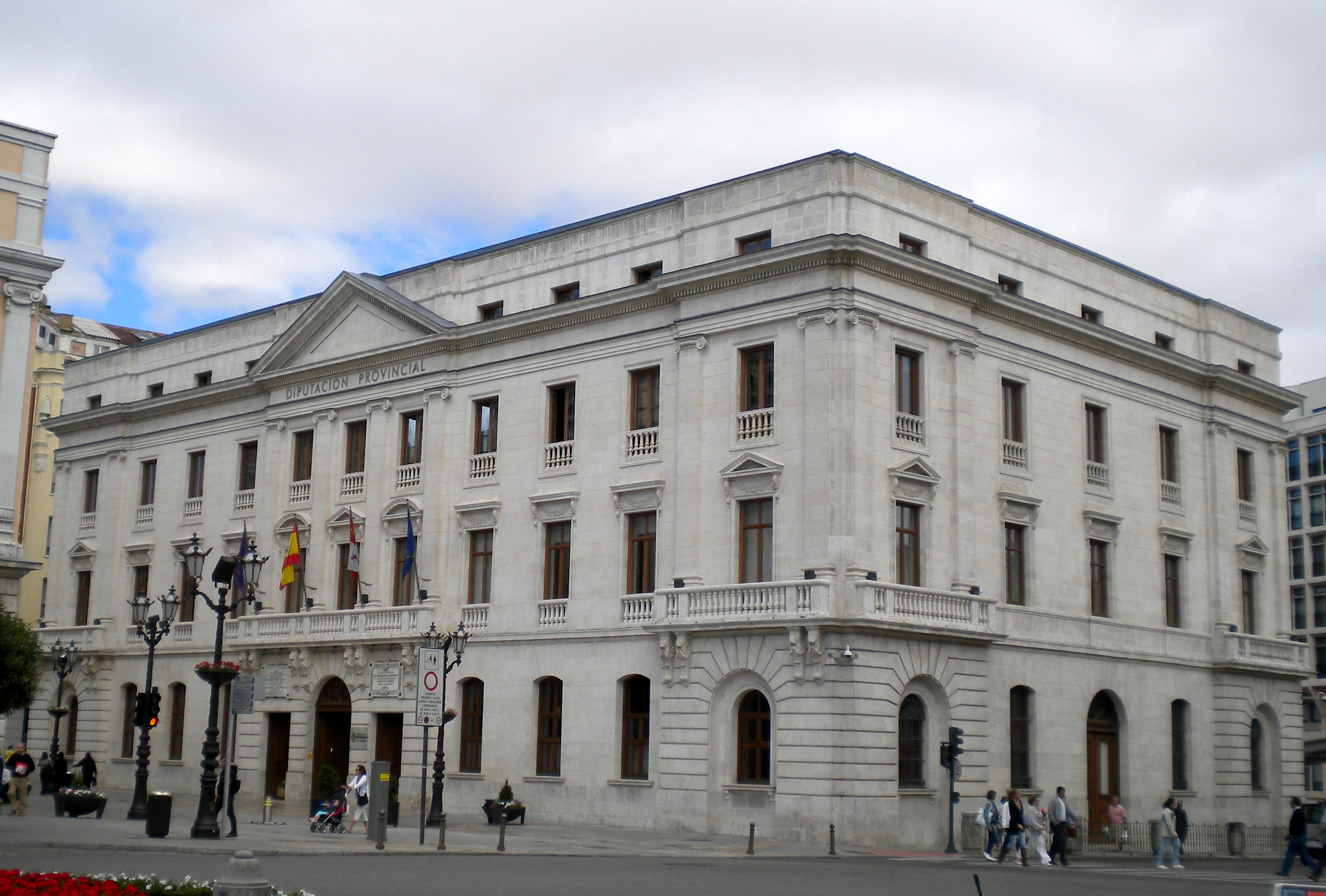
El gobierno golpista instaló la sede central del Ministerio del Interior en el Palacio de la Diputación Provincial de Burgos durante la contienda.

Durante la Guerra civil (1936-1939) cada bando estructuró su propio gobierno. En el bando republicano, se mantuvo el tradicional Ministerio de la Gobernación, pero con menos competencias ya que, como se ha comentado, perdió responsabilidades sobre sanidad, beneficencia y comunicaciones. En el otro bando, el sublevado, en 1938 se hizo una división del Departamento, existiendo un Ministerio del Interior que asumió los asuntos relativos al gobierno interior del país y un Ministerio de Orden Público responsable de la seguridad pública. En 1939 se suprimió el segundo, transfiriéndose todos sus servicios al primero y recuperando su tradicional nombre, Gobernación.

#### Dictadura de Francisco Franco
Durante el resto de la dictadura de Francisco Franco se volvió a la situación previa a la segunda república, teniendo el Ministerio de la Gobernación responsabilidades sobre política interior, administración local, beneficencia, asistencia social, sanidad, orden público, fronteras, tráfico, correos y telecomunicaciones, prensa, propaganda, censura y turismo. El órgano de mayor relevancia durante la dictadura fue la Dirección General de Seguridad que, con sede en la Real Casa de Correos, dirigió y ejecutó gran parte de la represión del régimen. Durante esta época, su suprimió el Cuerpo de Carabineros que fue absorbido por la Guardia Civil y se reorganizaron los cuerpos civiles de Policía, creándose el Cuerpo General de Policía y el Cuerpo de Policía Armada y de Tráfico.
En 1951 se creó el Ministerio de Información y Turismo, que asumió, entre otras funciones, las del Ministerio de Gobernación relativas a prensa, propaganda, censura y turismo. Lo mismo ocurrió en 1957 al crearse el Ministerio de Vivienda, que agrupó en un solo departamento las funciones relativas a arquitectura, regiones devastadas y urbanismo.
Durante los últimos años del régimen, se concretaron algunas funciones y órganos, creándose la Jefatura Central de Tráfico, la Dirección General de Protección Civil y la Secretaría General Técnica.

#### Transición democrática
Muerto en dictador, en 1975 se restauró la Monarquía en la persona de Juan Carlos I, heredero de la dinastía Borbón, y con él dio inicio la Transición democrática que trajo consigo una profunda reforma del sistema policial y del Ministerio de la Gobernación, que por Real Decreto 1558/1977, de 4 de julio, pasó a llamarse Ministerio del Interior, denominación comúnmente utilizada en nuestro entorno más cercano.

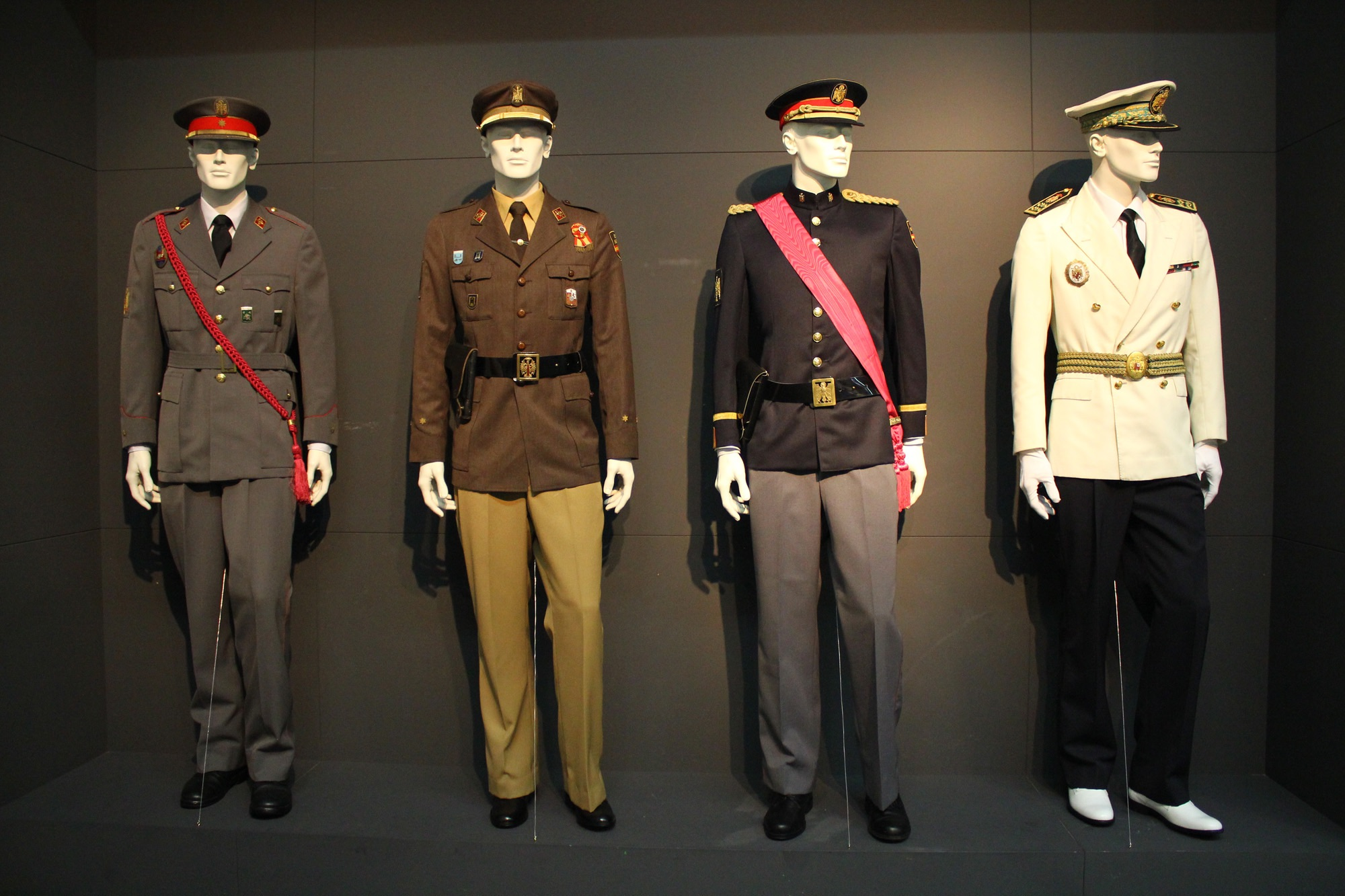
Uniformes de los diferentes cuerpos policiales (de izquierda a derecha): Cuerpo de Policía Armada y de Tráfico, Cuerpo de Policía Nacional (normal y traje de gala), y Cuerpo General de Policía.

Además de organizar las primeras elecciones desde la segunda república, el Departamento impulsó la Ley 55/1978, de 4 de diciembre, de la Policía, que reemplazó la Subsecretaría de Orden Público por la Dirección de la Seguridad del Estado, que años más tarde sería elevada a rango de secretaría de estado y daría lugar a la actual Secretaría de Estado de Seguridad. De igual forma, la ley desmilitarizó y reemplazó los cuerpos creados en época franquista por otros dos, a saber, el Cuerpo de Policía Nacional y el Cuerpo Superior de Policía, y lo mismo hizo con la Dirección General de Seguridad, que fue sustituida por al Dirección General de la Policía. A la par, se permitió el acceso de la mujer a los cuerpos policiales. En cuanto a la Guardia Civil, no tuvo mayores cambios más allá de ratificar su doble dependencia de los ministerios de Defensa y de Interior. Años más tarde, la Ley Orgánica 2/1986, de 13 de marzo, de Fuerzas y Cuerpos de Seguridad, refundió los dos cuerpos civiles de policía un uno solo, el actual Cuerpo Nacional de Policía.
Las reformas no se llevaron a cabo únicamente en el entorno policial y de seguridad pública, sino que afectaron al resto de responsabilidades del Departamento. El mismo decreto que renombró el Ministerio, le dio un carácter más homogéneo, pues dejó al Ministerio del Interior con sus competencias más características: seguridad pública y gobierno político del Reino, mientras que el resto de funciones se transfirieron a otros departamentos. Las direcciones generales de Correos y Telecomunicaciones y de Sanidad, así como los organismos autónomos relacionados, se integraron en los nuevos ministerios de Transportes y Comunicaciones y de Sanidad y Seguridad Social, respectivamente. También se reformaron los gobernadores civiles, que cada vez fueron perdiendo competencias en favor de las comunidades autónomas y en 1997 se transformaron en los actuales subdelegados del Gobierno.
En 1979 se creó un nuevo Ministerio, el Ministerio de Administración Territorial, que asumió las funciones del Departamento relativas a las relaciones con las comunidades autónomas, entes preautonómicos y Administración Local, así como las unidades y competencias específicas de la Dirección General de Administración Local. Por último, el Ministerio tuvo que adaptarse a un Estado descentralizado en el que se preveía la posibilidad de crear cuerpos policiales autonómicos no dependientes del Ministerio, como fueron, entre otros, los Mozos de Escuadra o la Ertzaintza.
No todo fue perder competencias, ya que desde 1977 se regularon los juegos de azar y la responsabilidad sobre el cumplimiento de las normas recayó en Interior. Asimismo, a finales de 1993 se le otorgaron las competencias sobre el Plan Nacional sobre Drogas. Estas últimas las mantendrá hasta 2004.

#### Fusión con Justicia
Para acabar el siglo, se lleva a cabo otro hecho insólito, como fue la refundición de los ministerios de Justicia y de Interior en uno solo, dando lugar al Ministerio de Justicia e Interior. Esta fusión duró dos años y, si bien se trató de un periodo de tiempo corto, dejó diversos cambios y novedades que se mantienen hoy en día.

### Época actual

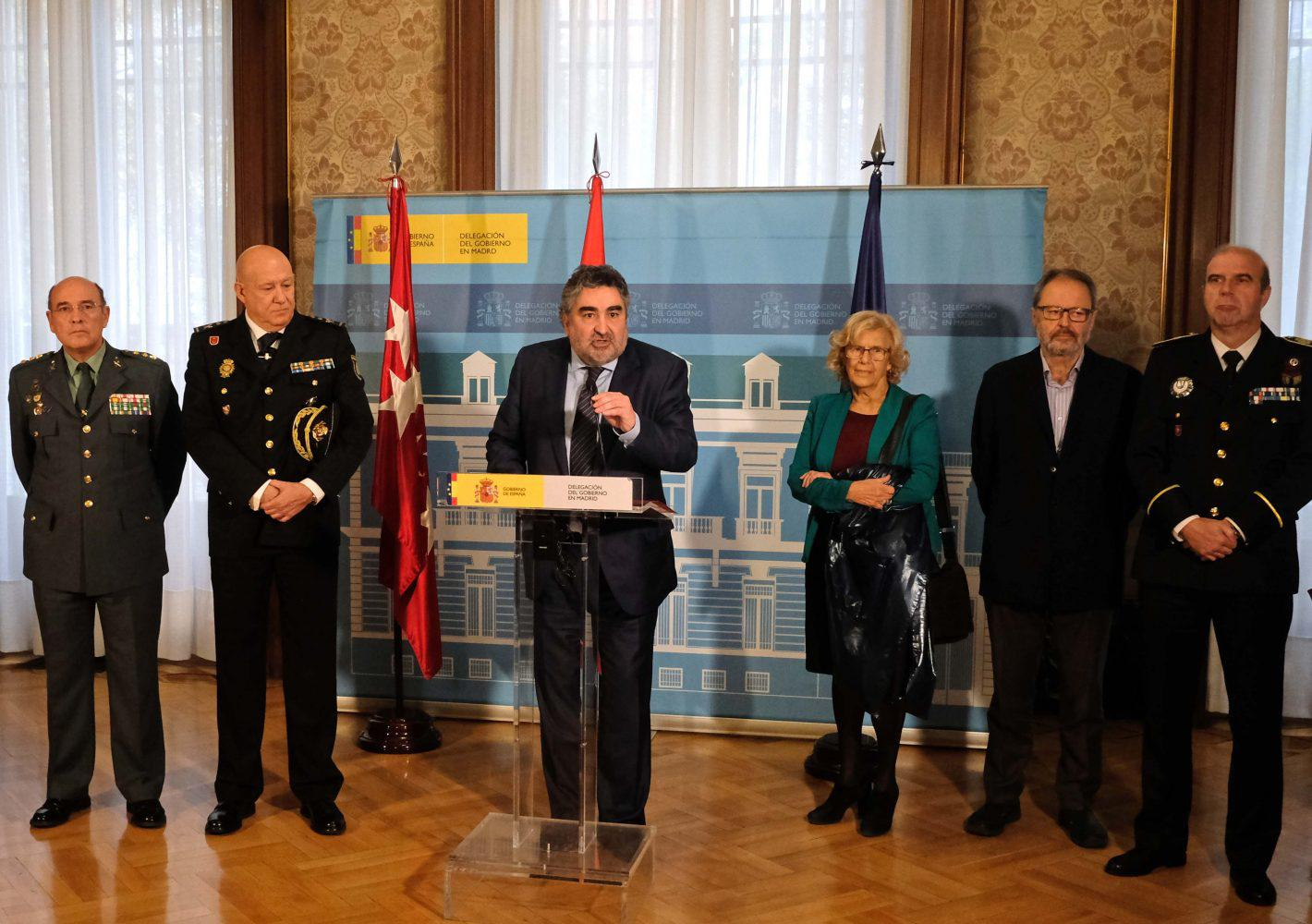
Comparecencia de un delegado del Gobierno junto con otras autoridades civiles y policiales. Los delegados ya no tienen el poder político de los antiguos gobernadores civiles, pero mantienen importantes competencias en materia de seguridad ciudadana.

En la actualidad, mantiene prácticamente intactas las funciones que poseía a finales del siglo pasado, con la excepción de que, desde 1996, también posee las competencias sobre prisiones y en 2004 perdió las relativas al Plan Nacional sobre Drogas.
Asimismo, en 1997 se sustituyó la figura del gobernador civil por la de subdelegado del Gobierno, dependientes ahora de un delegado del Gobierno en la comunidad autónoma, y dejaron de estar adscritos a Interior para depender directamente del presidente del Gobierno y funcionalmente del ministerio competente en asuntos territoriales. A pesar de esto, ya que los delegados y subdelegados del Gobierno, además de dirigir y supervisar los órganos de la Administración General del Estado en las diferentes regiones y provincias, también poseen funciones sobre seguridad pública y el ejercicio de derechos fundamentales, dependen parcialmente del Ministerio del Interior para estas materias.
En el año 2000 se creó la Delegación del Gobierno para la Extranjería y la Inmigración, pero fue suprimida en la legislatura siguiente y sus funciones transferidas al Ministerio de Trabajo y Asuntos Sociales. No al completo, pues mantiene algunas a través de la Dirección General de Relaciones Internacionales y Extranjería creada en 2006, y al mismo tiempo se creó la Dirección General de Apoyo a Víctimas del Terrorismo, competencias que tenía desde hace años el Ministerio pero con rango de subdirección general.

#### Mando único policial
Bajo el mandato del ministro del Interior, Alfredo Pérez Rubalcaba, en 2006 se refunde la Dirección General de la Policía con la Dirección General de la Guardia Civil, creando un mando único de las Fuerzas y Cuerpos de Seguridad del Estado en la Dirección General de la Policía y la Guardia Civil con el objetivo de «llevar a cabo los cometidos encomendados a las Fuerzas y Cuerpos de Seguridad del Estado de una manera más integral, homogénea y coordinada, mejorando con ello la seguridad ciudadana y el resguardo de los derechos y libertades de los ciudadanos». Ambos cuerpos mantuvieron su estructura y régimen jurídico diferenciados, con un Gabinete distinto para cada cuerpo. Se crean, además, las direcciones adjuntas operativas como órgano técnico de colaboración al director general.
Esta unificación fue voluntad del presidente del Gobierno, José Luis Rodríguez Zapatero, y en 2008 algunas informaciones apuntaban a que el ministro del Interior no estaba a gusto con dicha unión de mando y que era su deseo separarlos nuevamente, pero no era una opinión compartida por el presidente. En 2009 se crea, ubicado en la Academia de Oficiales de la Guardia Civil, el Centro Universitario de la Guardia Civil, que depende de la dirección general.
En 2008, las responsabilidades sobre Instituciones Penitenciaras se elevaron de rango, al crearse la Secretaría General de Instituciones Penitenciarias. En 2011 perdió las competencias sobre tauromaquia, que pasaron a depender del Ministerio de Cultura.
En la época más reciente, durante el reinado de Felipe VI, en 2021 el Gabinete de Coordinación y Estudios (1996) fue elevado al rango de dirección general al crearse la Dirección General de Coordinación y Estudios. En 2022 se creó, con sede en la Escuela Nacional de Policía, el Centro Universitario de Formación de la Policía Nacional. A finales de 2023 se creó una Dirección General de Protección Internacional ante el drástico aumento de la carga de trabajo en este ámbito.

## Estructura

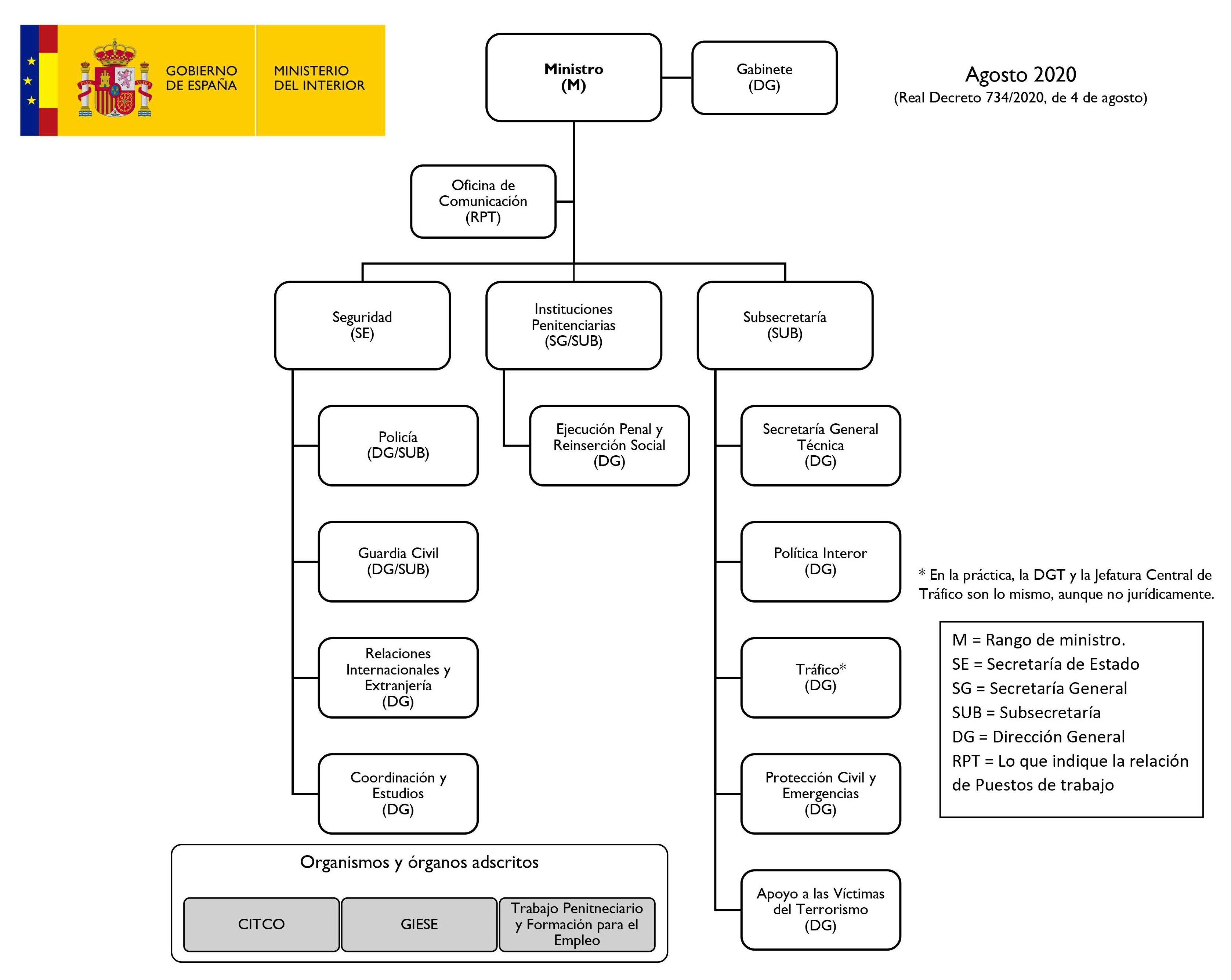
Organigrama del Ministerio (hasta dirección general). Agosto de 2020.

De acuerdo con lo dispuesto en el Real Decreto 207/2024, de 27 de febrero, el Ministerio del Interior se estructura en los siguientes órganos:
- La Secretaría de Estado de Seguridad.
  - La Dirección General de la Policía, con rango de Subsecretaría.
  - La Dirección General de la Guardia Civil, con rango de Subsecretaría.
  - La Dirección General de Relaciones Internacionales y Extranjería.
  - La Dirección General de Coordinación y Estudios.
    - El Centro Nacional de Desaparecidos.
    - El Centro Nacional de Protección de Infraestructuras Críticas.
    - La Oficina Nacional de Lucha Contra los Delitos de Odio.
- La Secretaría General de Instituciones Penitenciarias.
  - La Dirección General de Ejecución Penal y Reinserción Social.
- La Subsecretaría del Interior.
  - La Secretaría General Técnica.
  - La Dirección General de Política Interior.
  - La Dirección General de Tráfico.
  - La Dirección General de Protección Civil y Emergencias.
    - La Escuela Nacional de Protección Civil.

  - La Dirección General de Apoyo a Víctimas del Terrorismo.
  - La Dirección General de Protección Internacional, que actúa como Oficina de Asilo y Refugio.

Como órgano de asistencia inmediata al ministro existe un Gabinete, con nivel orgánico de dirección general. Su titular se encarga de la supervisión de los servicios de protocolo y de la programación de las relaciones institucionales e internacionales, cuando haya de intervenir directamente la persona titular del Ministerio del Interior.
Asimismo, depende directamente del ministro la Oficina de Comunicación, con rango de subdirección general, que asume todas aquellas competencias relacionadas con la difusión, en cualquier formato, de información oficial, coordina al resto de órganos similares del Departamento y sus organismos, y se encarga de las relaciones con los medios de comunicación.

### Adscripciones
- El Centro de Inteligencia contra el Terrorismo y el Crimen Organizado (CITCO).
- La Gerencia de Infraestructuras y Equipamiento de la Seguridad del Estado (GIESE).
- El Centro Universitario de la Guardia Civil (CUGC).
- El Centro Universitario de Formación de la Policía Nacional (CUFPN).
- El organismo público Trabajo Penitenciario y Formación para el Empleo (TPFE).

## Sedes

### Principal
Como el resto de ministerios creados antes de la segunda mitad del siglo XIX, la ubicación original del Departamento estuvo en los sótanos del Palacio Real. Cuando fue restablecido al final del reinado de Fernando VII, en 1832, se fijó su sede en el antiguo edificio del Consejo de la Suprema Inquisición (que desde 2008 pertenece al Senado), hasta 1847, cuando se trasladó a la Real Casa de Correos.

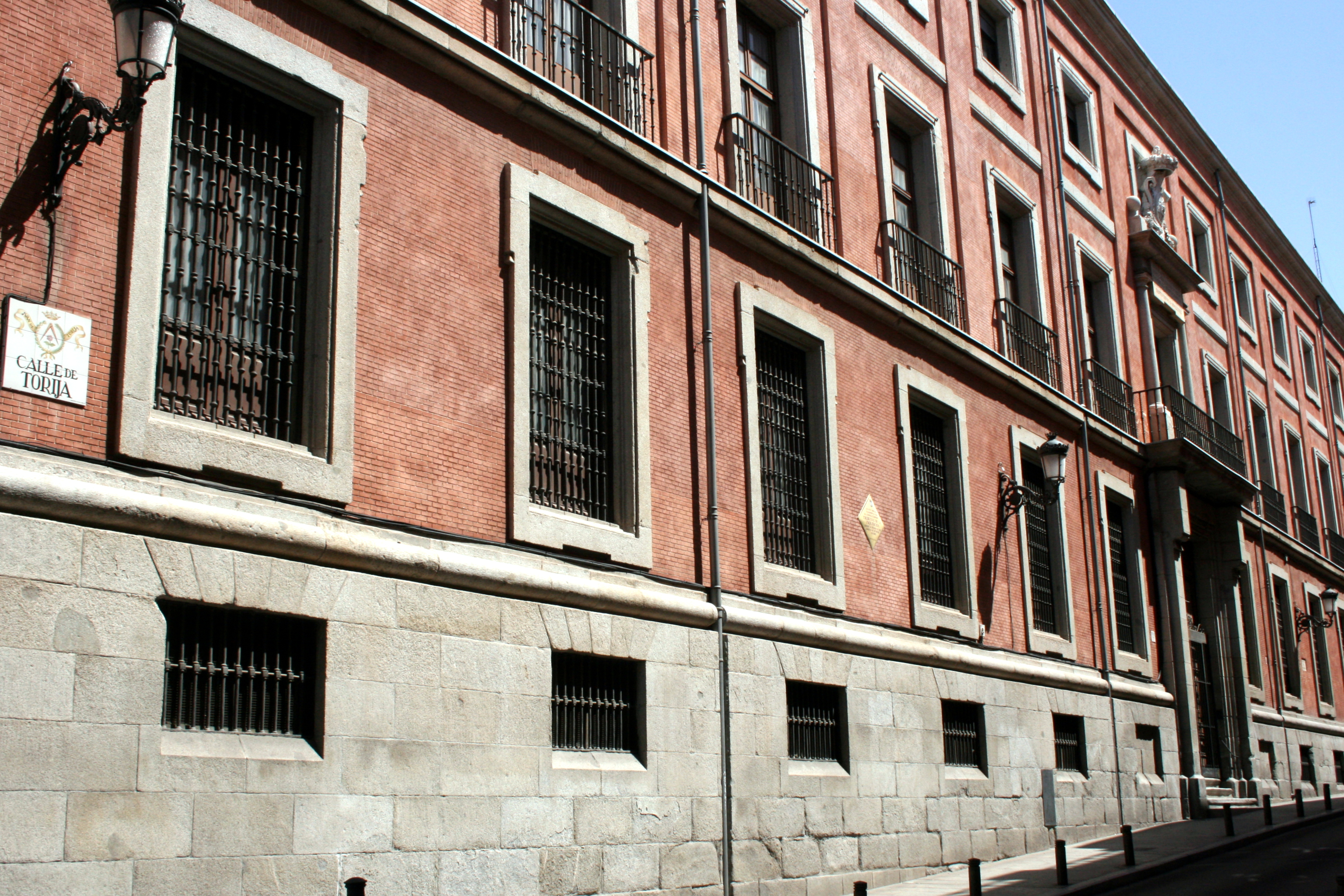
Antiguo palacio del Consejo de la Suprema Inquisición. Albergó el Departamento entre 1832 y 1847.

Ya en el emblemático edificio de la Puerta del Sol, compartió espacio con Correos, que prestaba sus servicios en la planta baja. Durante el tiempo que estuvo allí, además de ser conocido como el Edificio de Gobernación, el inmueble sufrió diversas reformas, entre las que destaca la construcción de la actual torre del reloj. Una vez acabada la guerra civil, en 1939, el gobierno de la dictadura trasladó la sede del Ministerio a un edificio de la calle de Amador de los Ríos, aunque mantuvo el edificio como una de sus sedes, albergando la Dirección General de Seguridad.
En 1976, la Presidencia del Gobierno cedió al Ministerio de la Gobernación el palacete sito en el paseo de la Castellana 5, un edificio cercano a la sede del Departamento que hasta entonces acogía la Dirección General de Promoción del Sahara (histórica Dirección General de Marruecos y Colonias). Años más tarde, en 1990, el Ministerio continuó ampliando su sede mediante la adquisición de otro edificio contiguo de la calle de Amador de los Ríos.
Tras la cesión al recién establecido Gobierno de la Comunidad de Madrid de la Real Casa de Correos en 1985, el Ministerio se quedó con dos sedes principales, el Palacio de los Condes de Casa Valencia (Castellana 5) y el Palacio del Marqués de Argüeso y de Bassecourt (Amador de los Ríos 7 y aledaños).

### Otras sedes
Además de las dos sedes principales, el Departamento del Interior posee, debido a su tamaño, sedes propias para diversos órganos y organismos; estos son:
- El palacete situado en la calle Miguel Ángel 5, que alberga los servicios de la Dirección General de la Policía.
- Un complejo en la calle Guzmán el Bueno 110, que aloja los servicios de la Dirección General de la Guardia Civil.
- Un inmueble en la calle Alcalá 38-40, sede de la Secretaría General de Instituciones Penitenciarias.
- Un edificio en la calle Pradillo 40, sede de la Oficina de Asilo y Refugio.
- Una estructura en la calle Amador de los Ríos 8, que acoge las direcciones generales de Apoyo a Víctimas del Terrorismo y de Relaciones Internacionales y Extranjería.
- Un edificio en la calle Josefa Valcárcel 28 y 44, sede de la Dirección General de Tráfico.
- Un edificio en la calle Quintiliano 21, que alberga la Dirección General de Protección Civil y Emergencias.
- La planta 3 de un edificio multiusos en la calle Evaristo San Miguel, que acoge la Gerencia de Infraestructuras y Equipamiento de la Seguridad del Estado.
- El complejo «Centro Tecnológico de Seguridad (CETSE)», que alberga la Subdirección General de Sistemas de Información y Comunicaciones para la Seguridad.

## Titulares

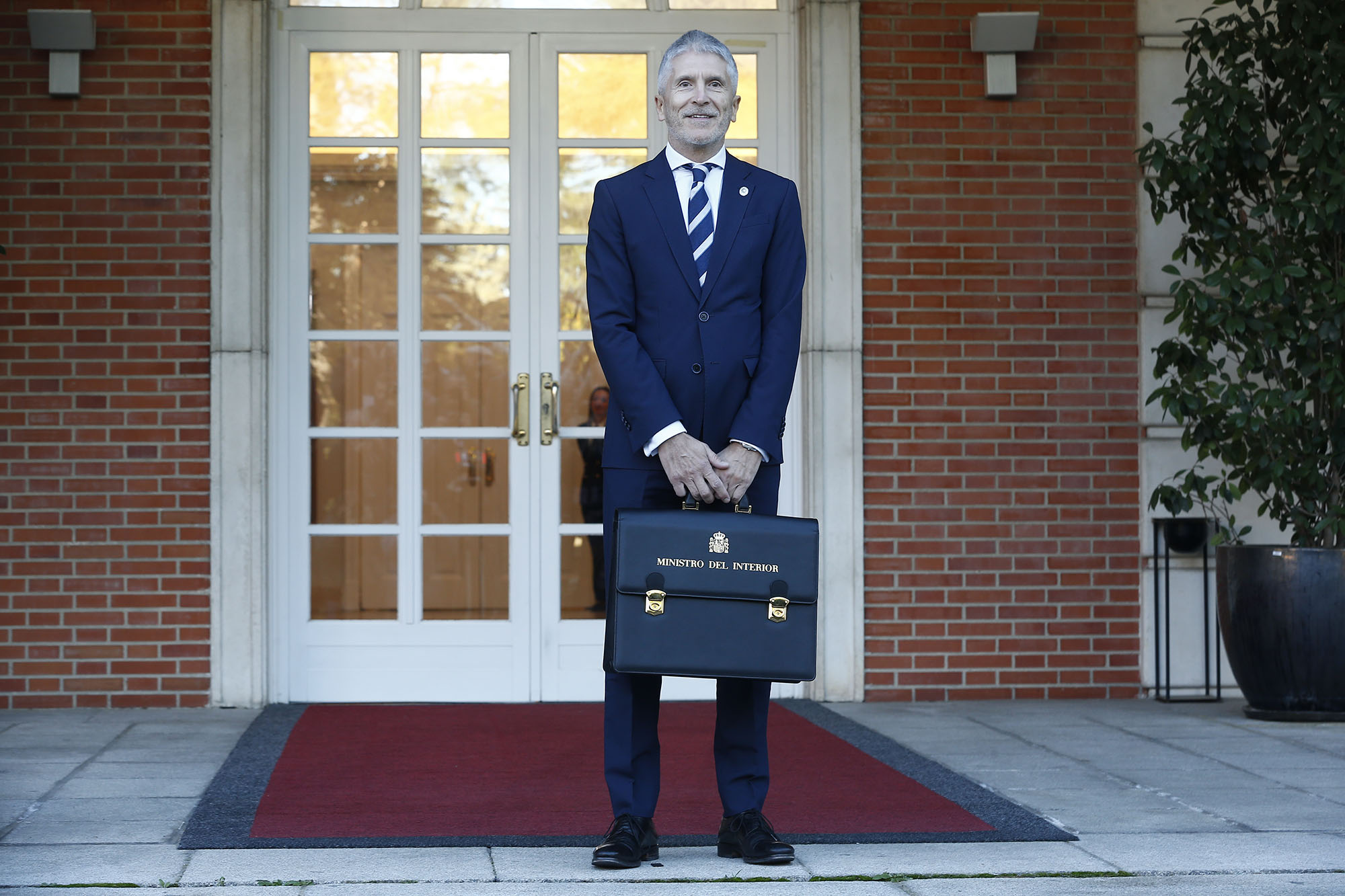
Fernando Grande-Marlaska, ministro del Interior de España.

El actual ministro del Interior es, desde el 7 de junio de 2018, Fernando Grande-Marlaska, magistrado de la Audiencia Nacional y vocal del Consejo General del Poder Judicial.
Para la lista completa de titulares desde 1812, véase el siguiente anexo:

## Presupuesto
Para el ejercicio 2023, el Departamento del Interior tiene un presupuesto consolidado de 11.358 millones de euros, que añadiendo algunas transferencias internas ronda los 11.500 millones.
De los trece programas que tiene la Sección 16 (Ministerio del Interior) del presupuesto, destaca el Programa 132A «Seguridad ciudadana», dotado con más de 7.400 millones de euros que son gestionados por las direcciones generales de la Policía y de la Guardia Civil. Tras este, están los programas 133A «Centros e Instituciones Penitenciarias», gestionado por Instituciones Penitenciarias y que tiene una cantidad asignada de más de 1.326 millones de euros, y 132B «Seguridad vial», con 843 millones, que junto con otras transferencias internas alcanza los 980 millones.
El resto del presupuesto se destina a otras políticas de ámbito policial (formación y personal en reserva), digitalización, protección internacional, protección civil y asuntos electorales y de partidos políticos.

### Evolución
| Gasto consolidado del Ministerio del Interior desde el año 2000 Datos cada dos años, salvo el más reciente (en millones de euros) |
| |
| Fuente: Presupuestos Generales del Estado. Ministerio de Hacienda.                                                                |

### Auditoría
Las cuentas del Ministerio, así como de sus organismos adscritos, son auditadas de forma interna por la Intervención General de la Administración del Estado (IGAE), a través de una Intervención Delegada en el propio Departamento. De forma externa, es el Tribunal de Cuentas el responsable de auditar el gasto.